# Asociación Española de Marcha Atlética
La Asociación Española de Marcha Atlética (AEMA) es una organización sin ánimo de lucro que busca fortalecer la Marcha atlética dentro de España y servir de apoyo a todas aquellas personas dedicadas a esta disciplina del atletismo que con su actitud persigan el mismo objetivo.

## Historia
Fue fundada en Montmeló el 28 de febrero de 2004 por varios exatletas internacionales, entrenadores y especialistas en largas distancias cuyas trayectorias personales les habían llevado con anterioridad a realizar diferentes y pioneras experiencias como la creación en 1968 del primer Club de Marcha de España afiliado a la Real Federación Española de Atletismo (RFEA) o, a partir de 1971, pruebas de marcha femenina (prohibidas por aquel entonces por la RFEA).

## Objetivos
1. Colaborar con la Real Federación Española de Atletismo y todas las federaciones de atletismo de las comunidades autónomas en materia de marcha atlética.
2. Colaborar con los clubes deportivos interesados en la marcha atlética.
3. Colaborar con todos los entrenadores españoles de marcha atlética.
4. Elaborar un calendario Nacional de pruebas de marcha.
5. Asesorar a los organizadores de pruebas de marcha en España.
6. Fomentar la práctica de este deporte y las competiciones de marcha en nuestro país.
7. Promocional el deporte de la marcha en general.
8. Apoyar, asesorar y colaborar con los atletas practicantes asociados en su preparación.
9. Reunir documentación histórica de la marcha atlética española para su conservación y difusión.
10. Crear un Centro de Documentación Técnica que contenga trabajos, experiencias, reflexiones, entrenamientos y estudios de la marcha atlética.

## Actividades

### Challenge
En la temporada 2009-2010, AEMA organizó la "I Challenge AEMA", con el objetivo de integrar diversas pruebas del calendario en un circuito nacional de marcha. Los primeros en sumarse a la iniciativa fueron Getafe (Madrid), Móstoles (Madrid), Llerena (Badajoz), Zaragoza, Badalona (Barcelona), Castro Urdiales (Cantabria), Ciudad Real y Cuntis (Pontevedra), localidades que acogieron pruebas puntuables y a las que posteriormente se sumaron otras. Es un evento de periodicidad anual.